# Iglesia de la Asunción de Nuestra Señora (Fuente el Saúz)
La iglesia de la Asunción de Nuestra Señora es un templo católico ubicado en la localidad española de Fuente el Saúz, en Castilla y León.

## Descripción

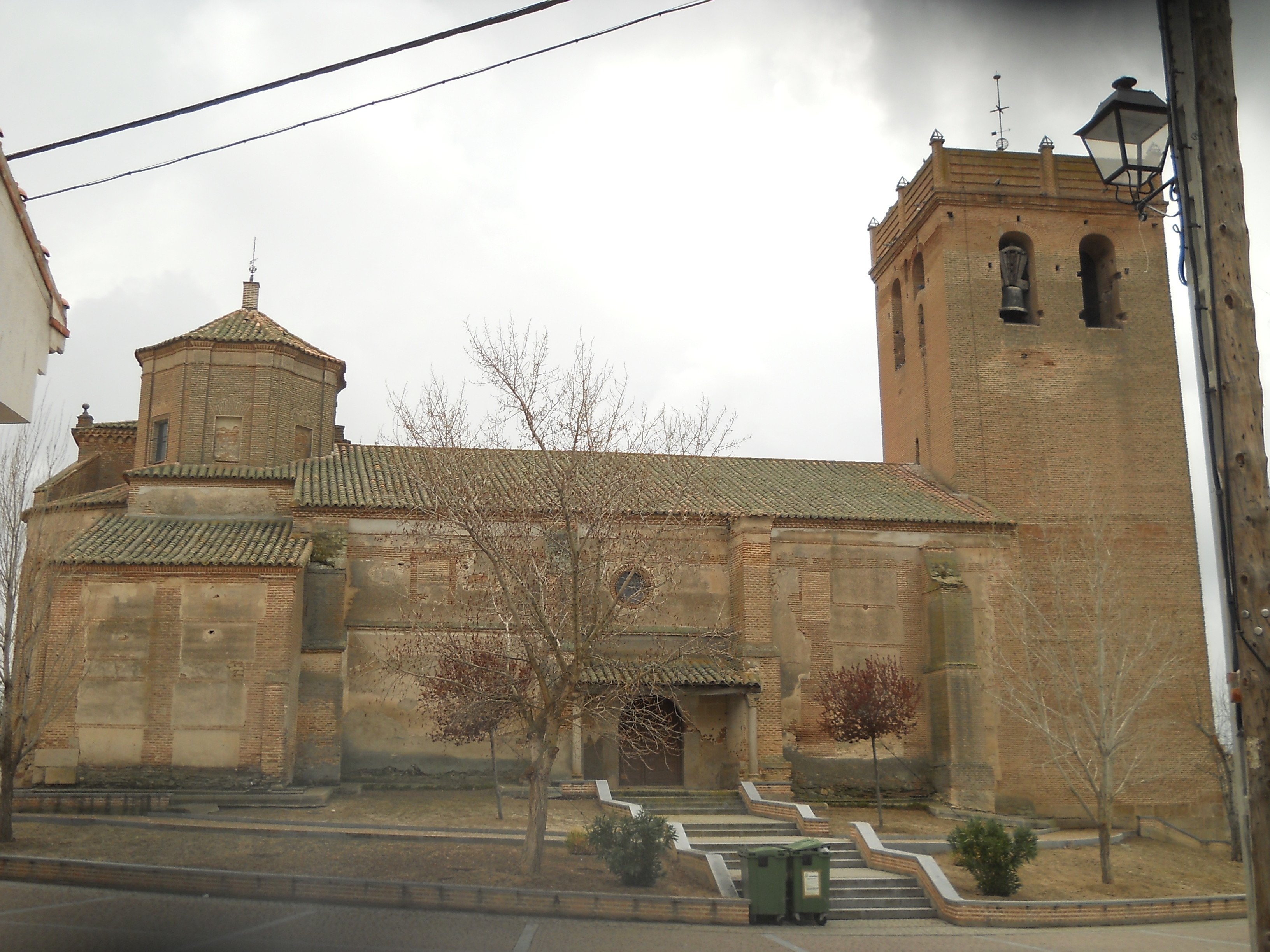
Fachada Norte

El edificio se encuentra en el centro del casco urbano de la localidad junto a la carretera AV-P-13 que lo atraviesa.
Fue declarada BIC con categoría de monumento, el 16 de noviembre de 1983, mediante el real decreto 3437/1983 publicado en el BOE, y firmada por el rey Juan Carlos I y el ministro de Cultura Javier Solana.
Erigida en estilo románico-mudéjar a finales del siglo XII con importantes modificaciones durante los siglos XVI y XVIII. Durante esta última reforma barroca se cubre con bóvedas de yeso un artesonado policromo de los siglos XV-XVI. En una de las capillas, llamada del Marquesito, se sitúa un retablo gótico obra de Antonio de Comontes. También en su interior varias piezas escultóricas entre las que cabe destacar "Virgen con el Niño" obra de Juan Rodríguez.